# Červený Hrádek (přírodní památka)
Červený Hrádek je přírodní památka v Krušných horách severozápadně od stejnojmenné části města Jirkov v okrese Chomutov v Ústeckém kraji. Převážná část přírodní památky se nachází na území červenohrádecké obory. Důvodem ochrany jsou rozvolněné lesní porosty s významnými doupnými dřevinami a polosolitérními stromy, které slouží jako biotop pro vzácné druhy brouků, jako je páchník hnědý nebo různé druhy kovaříků.

## Historie
Chráněné území těsně sousedí s místem, na kterém byl na začátku patnáctého století postaven hrad Borek. Hrad byl za Bohuslava Felixe Hasištejnského z Lobkovic přestavěn na renesanční zámek, ale dochovaná podoba zámku je výsledkem rozsáhlé barokní přestavby Jana Adama Hrzána z Harasova, která proběhla v letech 1655–1675.

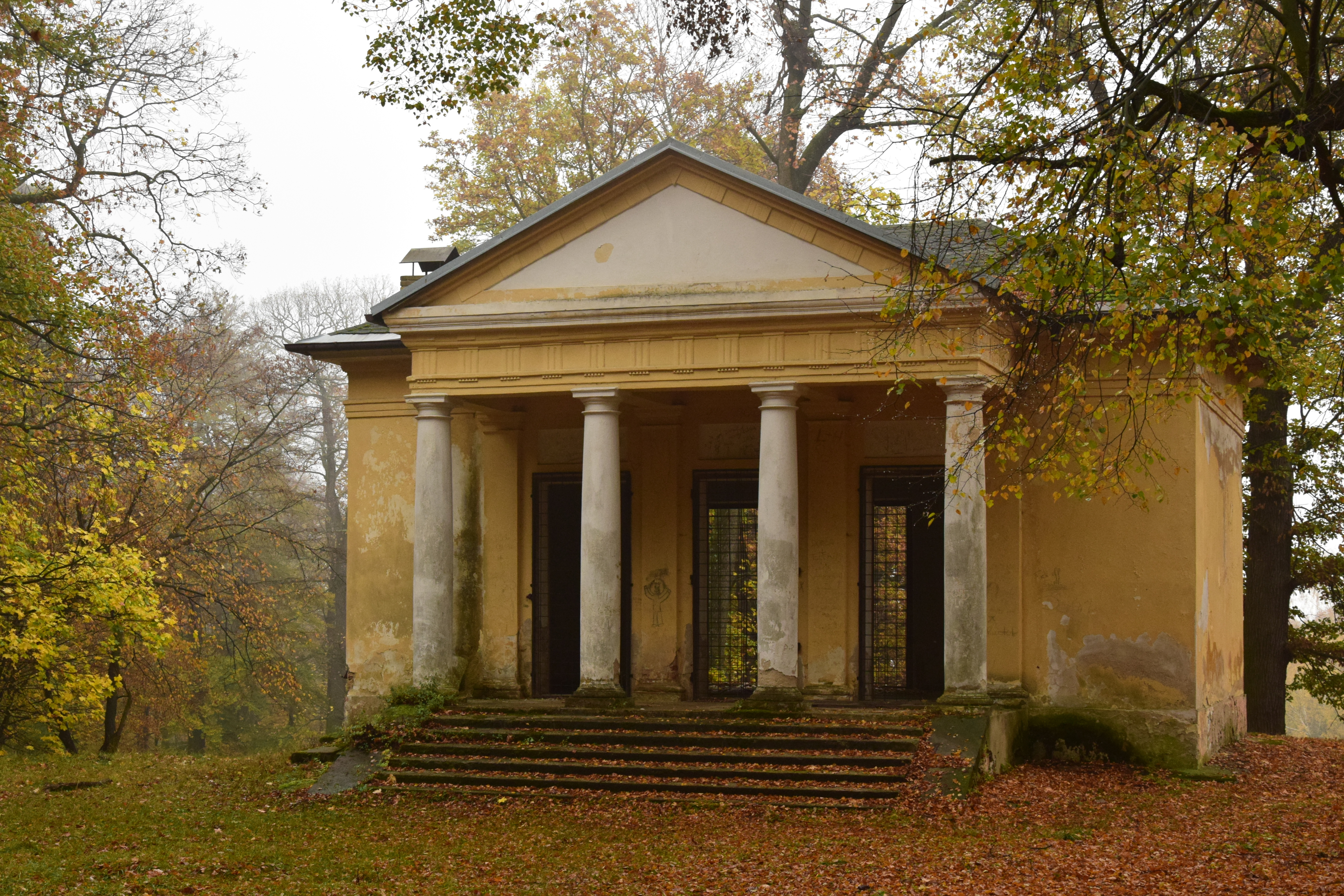
Lovecký altán

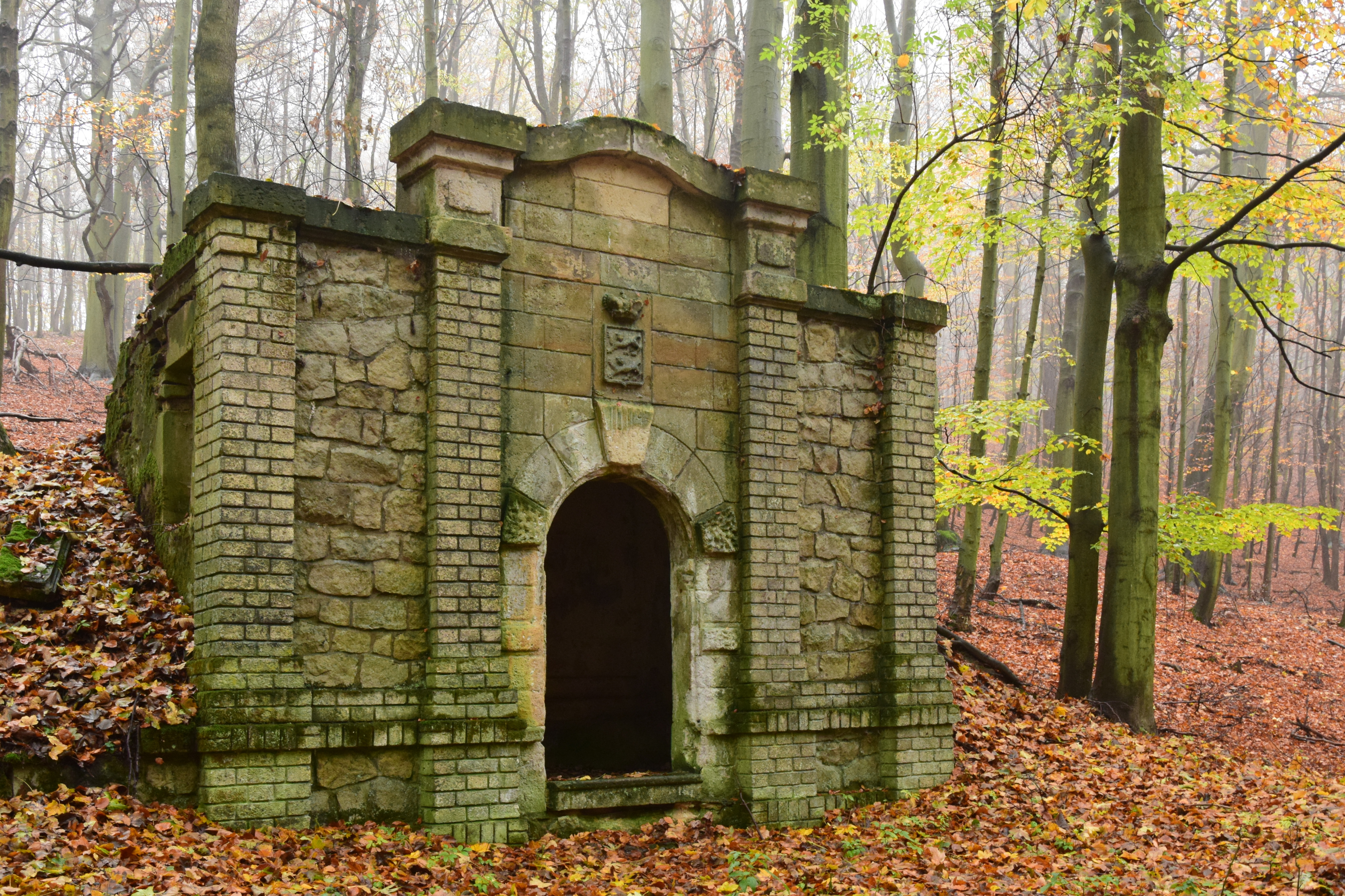
Bývalá vodárna

Budování krajinářského parku zahájil v šedesátých letech osmnáctého století Johann Adam Auersperg. Od roku 1776 nechal hrabě Jindřich František z Rottenhanu v blízkosti zámku sázet cizokrajné stromy, které se staly základem parku upravovaného v posledních dvou desetiletích osmnáctého století. Oboru u zámku založili v polovině devatenáctého století Buquoyové, ale další majitelé z rodu Hohenlohe ji nechali na počátku dvacátého století zrušit. Nová obora byla založena v roce 1986. Jejím majitelem je státní podnik Lesy České republiky.
Chráněné území vyhlásil krajský úřad Ústeckého kraje dne 1. března 2019. Přírodní památka je v Ústředním seznamu ochrany přírody evidována pod číslem 6177. Nachází se na území rozsáhlé evropsky významné lokality Východní Krušnohoří.

## Přírodní poměry
Chráněné území měří 69,0938 hektaru a nachází se v nadmořské výšce 352–460 metrů v katastrálním území Červený Hrádek. Přibližně 59 hektarů rozlohy tvoří lesní pozemky, necelých osm hektarů zaujímají trvalé travní porosty a zbytek území připadá na neplodnou půdu nebo zastavěné plochy. Většina přírodní památky se nachází na oploceném území červenohrádecké obory. Mimo oplocení jsou oblasti na východní straně a na jižním konci v okolí Zámeckého rybníka.

### Abiotické podmínky
Přírodní památka leží v oblasti krušnohorského krystalinika. Geologické podloží tvoří dvojslídné a biotitické ruly. V geomorfologickém členění Česka leží lokalita v Krušných horách, konkrétně v podcelku Loučenská hornatina a v okrsku Bolebořská vrchovina. Převládajícím půdním typem je podzol kambický, ale v jihovýchodní části v okolí zámku se vyskytuje pseudoglej modální.

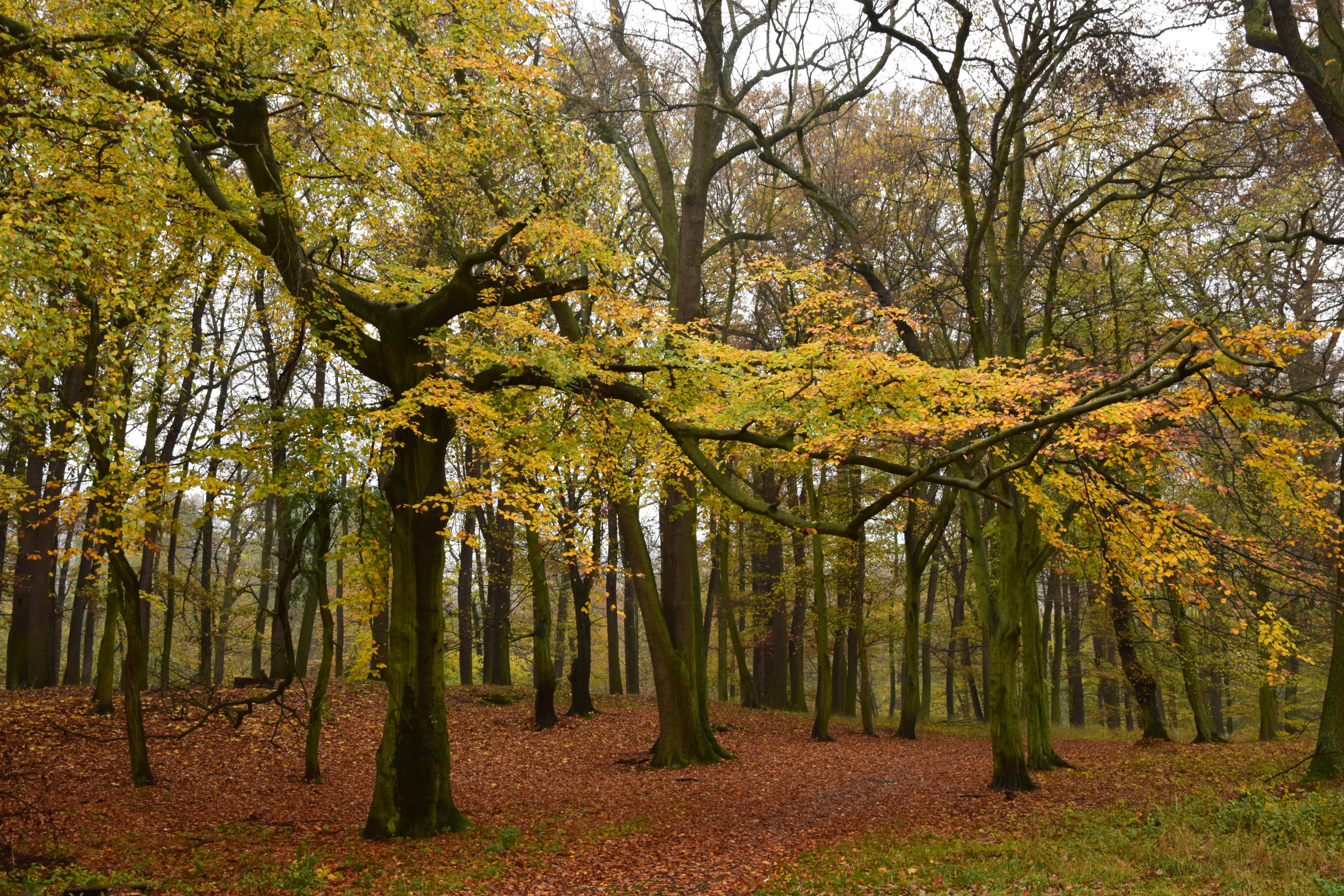
Typickým stromem v chráněném území je buk lesní.

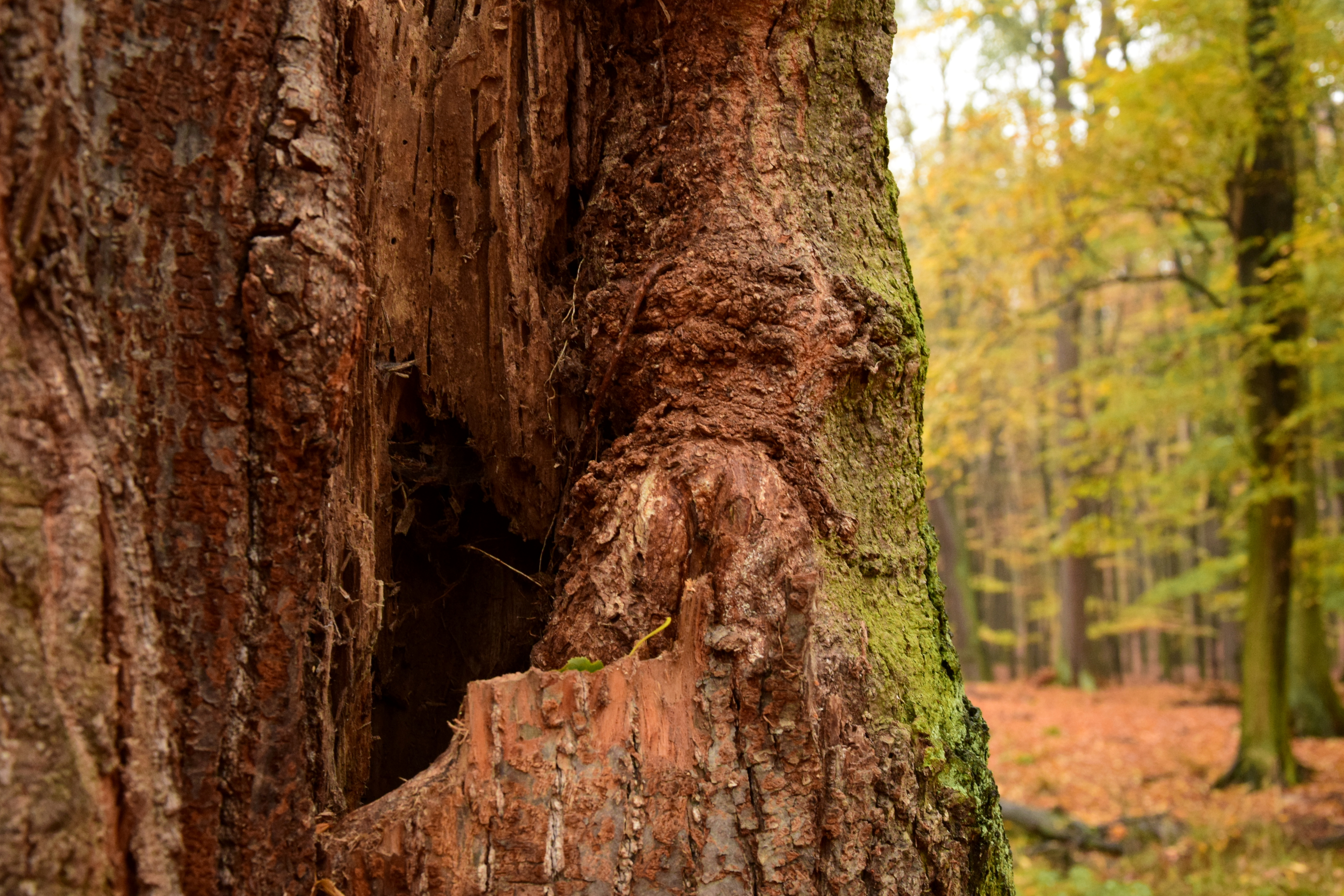
Dutiny ve starých stromech poskytují životní prostředí vzácným druhům brouků.

Celé údolí patří do povodí Bíliny, ale vodu odvádí jediný bezejmenný potok, který se vlévá do Podkrušnohorského přivaděče. Chráněné území těsně hraničí se Zámeckým rybníkem. V rámci Quittovy klasifikace podnebí se přírodní památka nachází na rozhraní mírně teplých oblastí MT4 a MT9. Pro oblast MT9 je typické dlouhé, teplé a suché léto, mírně teplé jaro a podzim a krátká, suchá a mírná zima. Oblast MT4 je charakteristická kratkým létem, mírným jarem a podzimem a mírně teplou, suchou zimou.

### Flóra a fauna
Z chráněných ekosystémů tvoří třetinu přírodní památky květnaté bučiny s převládajícím bukem lesním (Fagus sylvatica). Příměs tvoří javor klen a výjimečně dub zimní (Quercus petraea), lípa srdčitá (Tilia cordata) a jilm drsný (Ulmus glabra). Asi pětinu rozlohy přestavují hercynské dubohabřiny s převahou habru obecného (Carpinus betulus). Menší plochy s podílem okolo pěti procent celkové rozlohy zaujímají údolní jasanovo-olšové luhy s olší lepkavou (Alnus glutinosa) a jasanem ztepilým (Fraxinus excelsior), acidofilní bučiny, ve kterých zcela chybí  jedle bělokorá (Abies Alba), a suché acidofilní doubravy s dominantním dubem zimním.
Kromě ekosystémů patří k hlavnímu předmětu ochrany několik druhů živočichů zapsaných na Červený seznam ohrožených druhů. Jsou to zástupci čeledi kovaříkovitých, vrubounovitých a potemníkovitých. Kriticky ohroženými druhy vázanými na pozdní stádia listnatých dřevin jsou kovařík Hypoganus inunctus, kovařík Crepidophorus mutilatus, kovařík rezavý (Elater ferrugineus), kovařík fialový (Limoniscus violaceus), páchník hnědý (Osmoderma barnabita) a potemník Tenebrio opacus. 
Všechny uvedené druhy byly v přírodní památce nalezeny v počtu jednotlivých exemplářů. Z dalších vzácných druhů hmyzu se v Červeném Hrádku vyskytuje roháč obecný (Lucanus cervus) a otakárek fenyklový (Papilio machaon).
Mezi ohrožené a silně ohrožené druhy obratlovců podle vyhlášky 395/1992 Sb. patří populace ropuchy obecné (Bufo bufo) a jednotlivé exempláře ropuchy zelené (Bufotes viridis), ještěrky obecné (Lacerta agilis), slepýše křehkého (Anguis fragilis) nebo užovky obojkové (Natrix natrix). Z ptáků v chráněném území žijí nebo hnízdí v počtu jedinců až jednotek párů krahujec obecný (Accipiter nisus), holub doupňák (Columba oenas), krutihlav obecný (Jynx torquilla), slavík obecný (Luscinia megarhynchos), lejsek šedý (Muscicapa striata) a žluva hajní (Oriolus oriolus). Z netopýrů byli pozorování netopýr vodní (Myotis daubentonii), netopýr rezavý (Nyctalus noctula) a netopýr ušatý (Plecotus auritus).

## Přístup
Území obory je volně přístupné.